# گمینا بیراوا
گمینا بیراوا (به لهستانی:  Gmina Bierawa) یک گمینا در لهستان است که در شهرستان کنجژن-کوژله واقع شده‌است. گمینا بیراوا ۱۱۹٫۲۴ کیلومتر مربع مساحت و ۸٬۰۴۶ نفر جمعیت دارد.